# Akihiro Kanamori
Akihiro Kanamori (金森 晶) (Tóquio, 23 de outubro de 1948) é um matemático estadunidense nascido no Japão.
Especialista em teoria dos conjuntos, é autor do livro sobre grandes cardinais The Higher Infinite Escreveu diversos artigos sobre a história da matemática, em especial sobre a teoria dos conjuntos.
Kanamori graduou-se no Instituto de Tecnologia da Califórnia, e obteve o Ph.D. no King's College, Universidade de Cambridge. É professor de matemática da Universidade de Boston.
Juntamente com Matthew Foreman é editor do monumental Handbook of Set Theory (2010).

## Publicações selecionadas
- A. Kanamori, M. Magidor: The evolution of large cardinal axioms in set theory, in: Higher set theory (Proc. Conf., Math. Forschungsinst., Oberwolfach,  1977), Lecture Notes in Mathematics, 669, Springer, 99–275.
- R. M. Solovay, W. N. Reinhardt, A. Kanamori: Strong axioms of infinity and elementary embeddings, Annals of Mathematical Logic, 13(1978), 73–116.
- A. Kanamori: The Higher Infinite. Large Cardinals in Set Theory from their Beginnings., Perspectives in Mathematical Logic. Springer-Verlag, Berlin,  1994. xxiv+536 pp.